# La Bastida de las Varenas
La Bastida (francès Labastide-Beauvoir) és un municipi occità del Lauraguès, al Llenguadoc, situat al departament de l'Alta Garona i a la regió d'Occitània.